# Finlandisering
Finlandisering er en betegnelse, som bruges om en snigende proces hvorved en stat underordner sig en anden stat, dvs. etablering af et skjult underordnelsesforhold. Begrebet blev først anvendt om forholdet mellem Finland og Sovjetunionen efter 2. verdenskrig.
I Vesttyskland blev begrebet anvendt under Den kolde krig som kritik af den socialdemokratiske regering i forholdet til Sovjetunionen i 1960'erne og 1970'erne. Det betegnede det snigende tab af suverænitet som et land oplever i forhold til en overmægtig nabostat ved at undlade at opbygge et potentiale for at kunne udøve et modtryk og på den måde søger at skabe velvilje hos den store nabo. En sådan adfærd så de som formulerede begrebet finlandisering i Finlands adfærd over Sovjetunionen under Den kolde krig. I modsætning til de sovjetiske satellitstater i Østeuropa kunne Finland i vidt omfang beholde sin uafhængighed, men måtte betale for denne ved at fastholde et "unaturligt" venligt forhold til diktaturstaten, ved f.eks. at udøve en betydelig grad af selvcensur, forbud mod sovjetkritiske blade, udlevering af politiske flygtninge til de sovjetiske myndigheder, osv. Herved opstod der en form for vasalforhold til Sovjetunionen.
Finland havde fra 1908 til 1918 været et autonomt storfyrstendømme i det russiske rige, men erklærede sig uafhængigt efter oktoberrevolutionen i 1917. Efter den sovjetisk-finske Vinterkrig i 1939-1940 hvor Finland ved Fredstraktaten i Moskva i 1940 måtte afstå områder på Karelen og i Finmarken slog Finland sig sammen med det nazistiske Tyskland og angreb Sovjetunionen i 1941 i Fortsættelseskrigen. Den varede til 1944, hvor Finland indgik en særskilt våbenstilstand med Sovjetunionen, der førte til Paris Fredsaftalen i 1947, der førte til yderligere tab af territorium. Det følgende år, i 1948, blev der indgået en sovjetisk-finsk venskabs-, samarbejds- og gensidig bistandstraktat. Indtil Finland i 1990 blev optaget i Europarådet forblev Finland strengt neutralt og blev derfor ofte kritiseret for overivrig lydighed overfor Sovjetunionen.
I Vesttyskland advarede frem for alle Franz Josef Strauß mod at Forbundsrepublikken Tyskland, som følge af den af Willy Brandt og Egon Bahr formulerede politik overfor Sovjetunionen og Østeuropa, skulle ende med at blive finlandiseret.
Oprindeligt blev dette begreb defineret af juristen Walter Hallstein og politologen Richard Löwenthal som reflekterede over den angst som man kunne have for at de amerikanske tropper trak sig tilbage fra Vesttyskland. I sikkerheds- og afrustningsdebatterne i 1970'erne og 1980'erne blev finlandisering til et politisk kampbegreb, der advarede mod at et samlet Tyskland kunne blive genforenet som neutralt land. Også i Finland selv blev begrebet af og til anvendt, til at udtrykke ubehag ved særligt sovjetvenlige metoder, som den finske præsident Kekkonen benyttede.
Den vesttyske præsident Richard von Weizsäcker udtalte ved et besøg i Finland i marts 1985 overfor vesttysk presse, at i hans ordbog fandtes begrebet finlandisering ikke.
I Japan, hvor premierminister Nakasone efter sin tiltrædelse i 1980 anslog en tydelig antisovjetisk tone, og gentagne gange indtrængende advarede mod en finlandisering af Japan, foreslog den japanske litterat og kommentator Katō Shūichi i en artikel med titlen "Nyvurdering af finlandisering" (jap: フィンランド化再考, Finrando-ka saikō) en positiv revurdering af dette greb (som en lovende form for fredspolitik). Hans kollega Eiichi Tanizawa svarede herpå, at Finland kun havde mere frihed end de østeuropæiske vasalstater fordi det altid havde ydet indædt militær modstand mod sovjetiske besættelsesforsøg, også et så beskedent nationalt mål om finlandisering kunne kun opnås gennem viljen til at forsvare sig.

## External links
- leksika Arkiveret 10. maj 2022 hos  Wayback Machine
- kommentar Arkiveret 16. juni 2007 hos  Wayback Machine
- A tale of polar diplomacy and suppressed sorrow: The end of an era for Finland and the world

Arkiveret 16. juni 2007 hos  Wayback Machine